# Девід Сміт (яхтсмен)
Девід Сміт (англ. David Smith, 31 жовтня 1925 — 8 березня 2014) — американський яхтсмен.
Олімпійський чемпіон 1960 року в класі 5,5 метра.